# Farul Blåvand
Farul Blåvand (în daneză Blåvand Fyr) este un far maritim amplasat pe capul Blåvandshuk de lângă Esbjerg, Danemarca. Blåvandshuk este cel mai vestic punct geografic al Danemarcei, astfel acest far este cea mai vestică clădire din țară. A fost construit în 1900 pentru a înlocui un far mai vechi.
Farul are 39 metri (128 ft) înălțime de la nivelul solului, iar altitudinea la care se află semnalul luminos constituie 55 metri (180 ft) deasupra nivelului mării. Din largul mării, semnalul poate fi observat de la o distanță de până la 20 mile marine (37 km). Acesta constă din trei clipiri la fiecare 20 de secunde.
Construcția reprezintă un trunchi de piramidă patrulateră. Este construit pe un soclu de granit cu pereți de cărămidă, văruiți în alb. La nivelul superior se poate intrând pe o ușă mică și urcând o scară curbată.